# 金蔵寺 (船橋市)
金蔵寺（こんぞうじ）は、千葉県船橋市金杉にある真言宗豊山派の寺院。山号は御瀧山（おたきさん）。本尊は不動明王ということから、御滝不動尊（おたきふどうそん）とも呼ばれている。吉橋大師八十八ヶ所巡りの第58番目札所でもある。

## 由緒

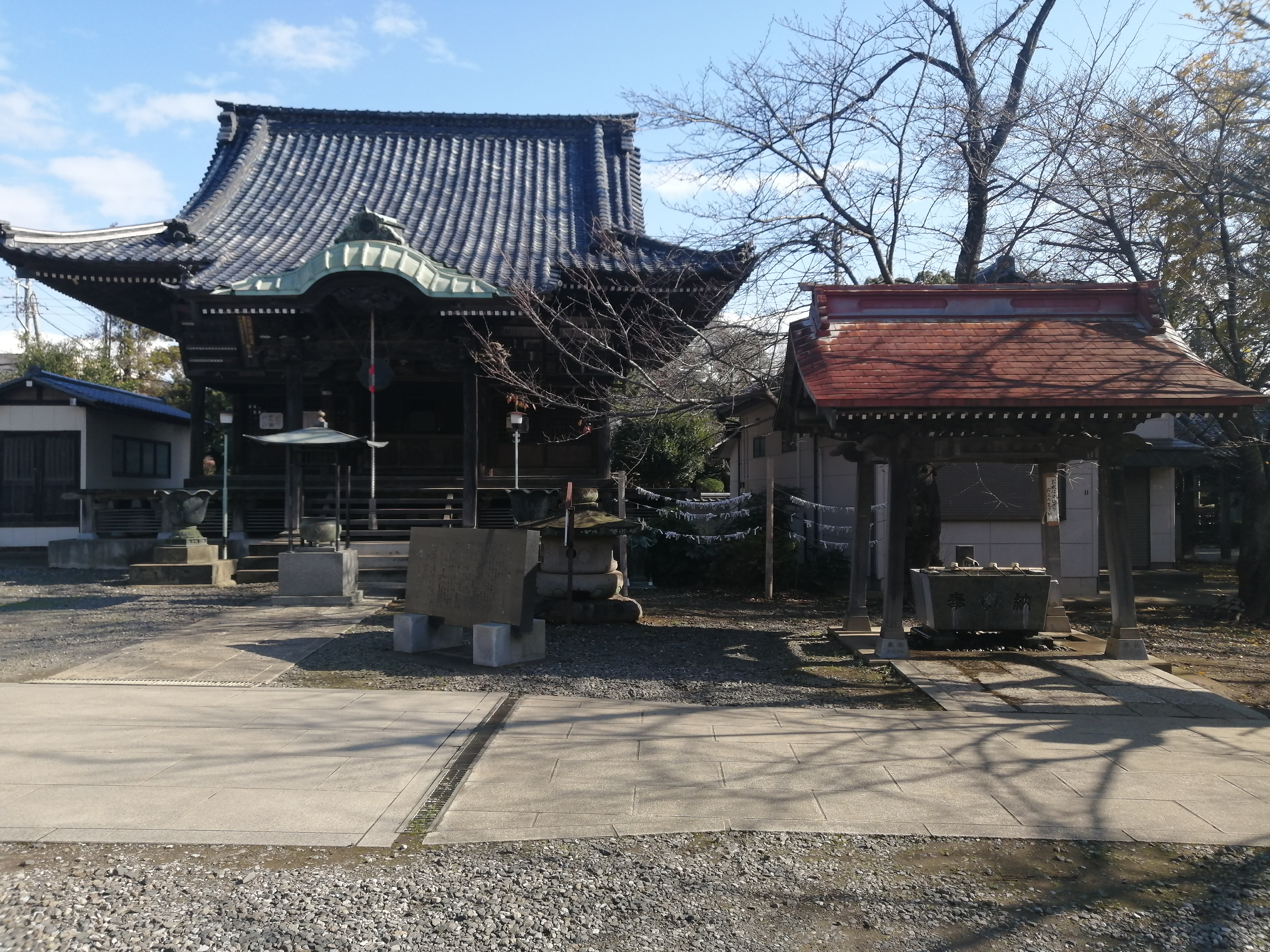
大師堂（旧本堂）と手水舎

創建は1423年（応永30年）。伝承によると、常陸国の守護大名佐竹義仁に招かれた越後国出身の僧・能勝阿闍梨が下総国の金杉村（現・船橋市金杉）には夜も明るくなるほど光を放って輝いていた場所があると聞き、21日間の護摩を修した。夢に現れた円仁（慈覚大師）から不動明王像がこの地に埋まっているとのお告げを受けた能勝は、村人の協力を得てその場所を掘ると、円仁作の不動明王像が出土し、その掘った跡から水が湧き出し、滝となった。不動明王像が安置された小堂は金蔵寺の始まりと言われている。
江戸時代に入ると、境内が幕府直轄の小金牧の範囲になったため住職の居住を村内に移し、8月のみ入山を許され大祭を続けていた。明治時代になると、牧馬がなくなったことから元の敷地に戻ったとされている。
『千葉県誌 稿本 巻上』（1919年）は当山の由来について以下のように述べている。
伝へ云ふ、応永三十年七月越後の僧能勝来り草庵を結び不動尊を安置し、同三十年堂宇を営み之を移す 金蔵寺是なり、天和三年（1683年）再び此の地に移し本堂を造り、嘉永六年（1853年）再建すと。

## 伽藍

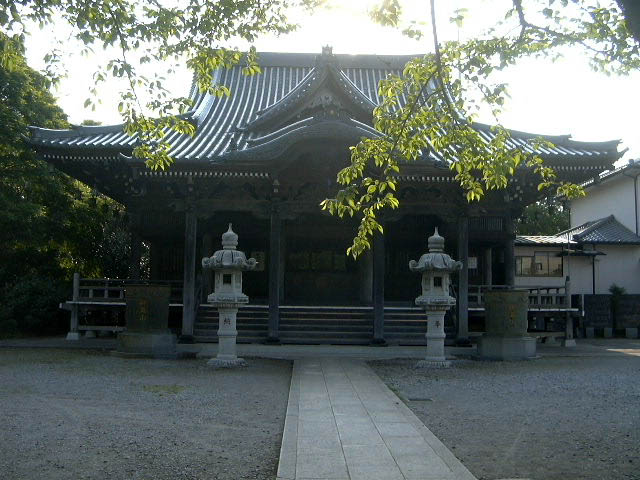
観音堂

- 本堂（不動堂）

2000年（平成12年）建立。円仁作といわれる木造不動明王立像が安置されている。
- 大師堂

当寺の旧本堂。内部には様々な大絵馬や奉納額が掲げられている。現在は空海（弘法大師）を祀る堂となっている。
- 観音堂

豊山派総本山の長谷寺（奈良県桜井市）の十一面観音を写し本尊としている。堂内の天井には日本画家児玉輝彦による百人一首が描かれている。
- 三重塔

平成30年4月完成。船橋市内初の三重塔で、胎蔵界と金剛界の大日如来及び薬師如来の三像が安置されている。
- 仁王門

旧本堂と同時期の約200年前の建立で、明治と昭和の頃に仁王像と共に修理されている。
- 行者滝（不動滝）

弘化4年（1847年）に作られた。現在の滝は昭和54年（1979年）に改築された新しい滝である。
- 弁天池

仁王門の前にある湧水でできた池。中心には六角の弁天堂がある。
- 表門

昭和48年（1973年）に境内の欅のみ使用して改築建立した門。表門からの約1kmの参道には四国八十八箇所の弘法大師像が点在している。

## 歴代住職

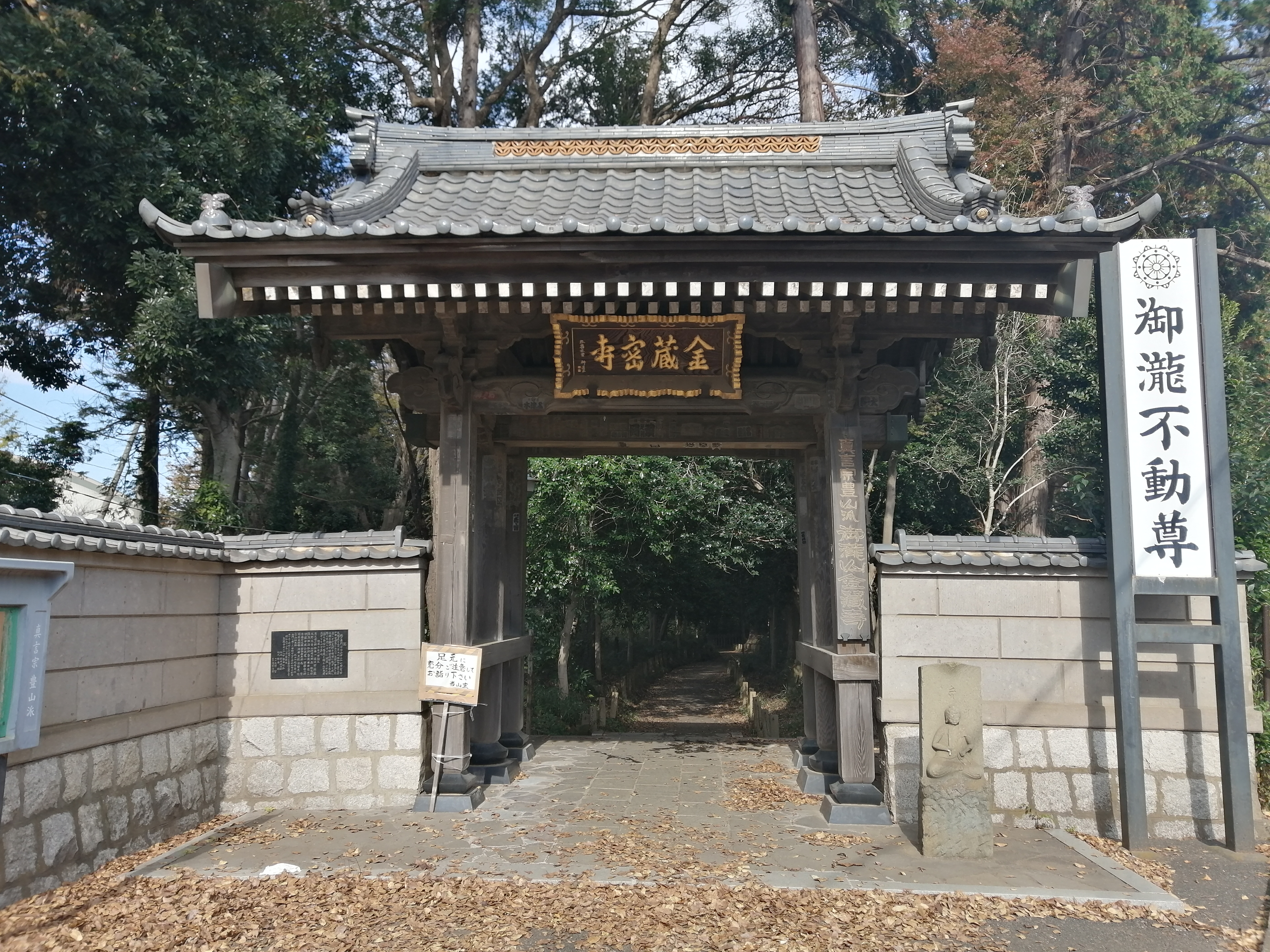
表門

| - 第1代 善光祐定門 - 第2代 清光祐覚禅定門 - 第3代 法印賢栄 - 第4代 専慶法 - 第5代 権大僧法印祐誓 - 第6代 法印淳慶 - 第7代 弁応法師 - 第8代 法印円鏡 - 第9代 権大僧都法印照円 - 第10代 西念法師 - 第11代 円隨法師 - 第12代 法印宥豊 - 第13代 権大僧都法印良慶 - 第14代 慶彗 - 第15代 権大僧都法印祐応 - 第16代 法印尭寛 - 第17代 宗善法師 - 第18代 権大僧都法印幸照 - 第19代 浄円法師 - 第20代 権大僧都法印隆善 | - 第21代 円滝 - 第22代 権大僧都法印本善 - 第23代 伝燈大阿闇梨法印頼澄 - 第24代 権大僧都法印竜胸 - 第25代 権大僧都藤井栄教 - 第26代 森真教 - 第27代 内藤賢照 - 第28代 石橋敬泰道 - 第29代 橋本泰敬 - 第30代 清水宥信 - 第31代 橋本諦彗 - 第32代 石橋伝澄 - 第33代 宮本亮澄 - 第34代 大僧正梨本宥栄 - 第35代 梨本俊弘 - 第36代 権大僧都法印祐宝 - 第37代 法印宥彗 - 第38代 楽念法師 - 第39代 西山法師位 - 第40代 佐々木大円信海居士 |

## ギャラリー

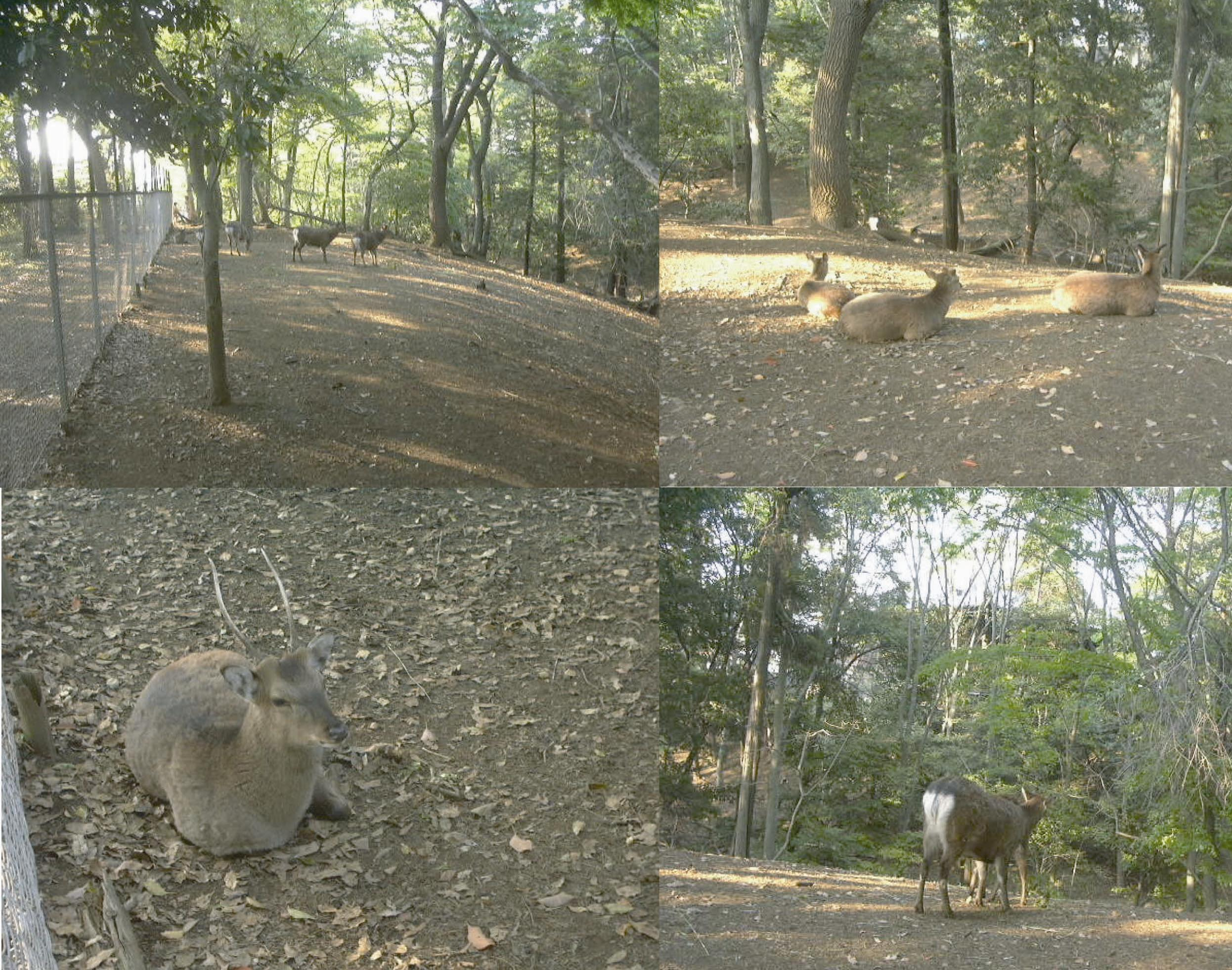
滝不動尊の鹿
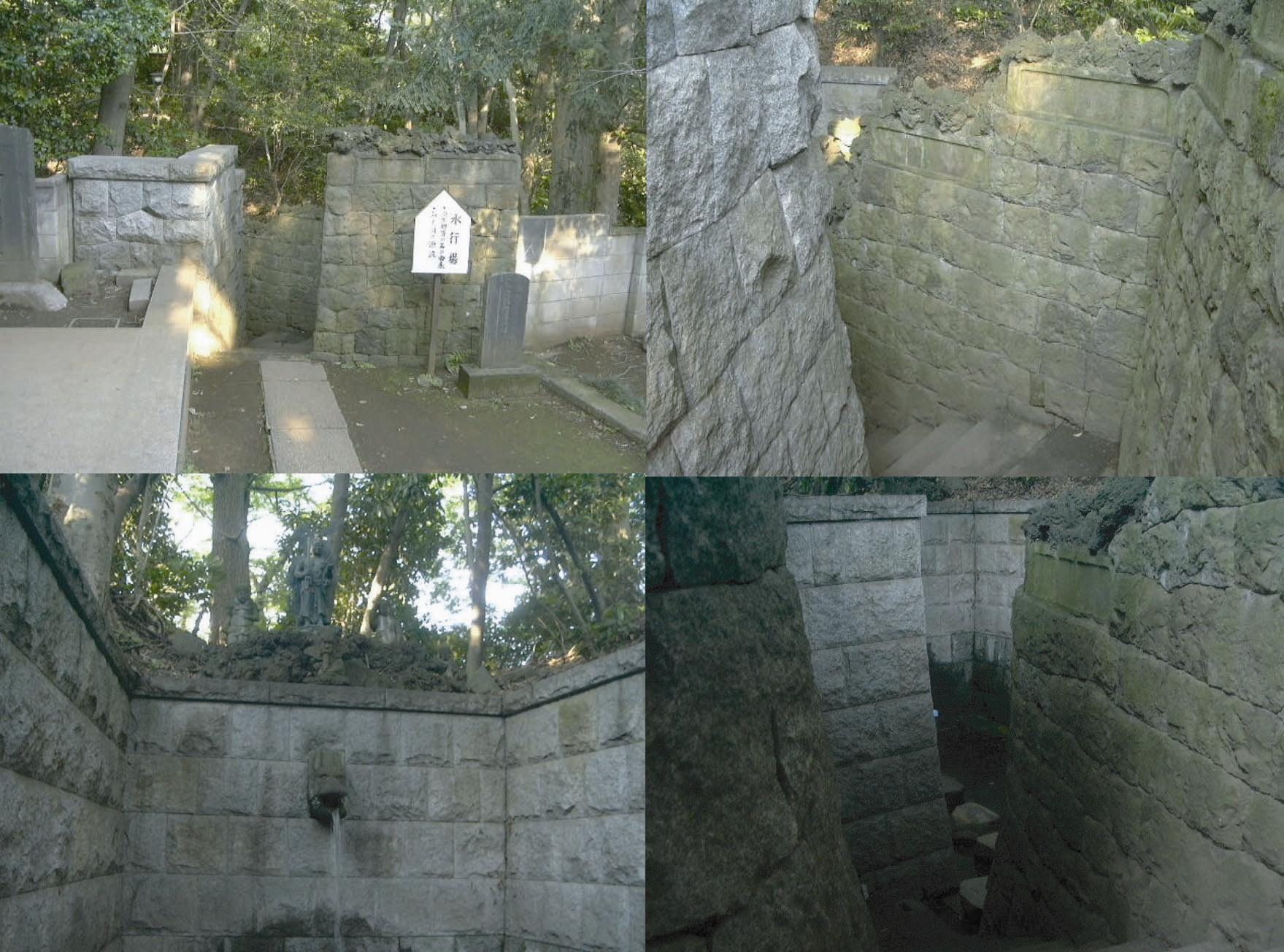
滝不動尊の滝

## 御滝信仰
「下総国金椙御滝山不動堂之図」という滝不動の四季を描いた4枚組である。作年不明。幕末から明治には、滝にうたれて修業する行者もいたといわれる。

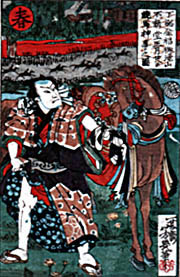
春の風景
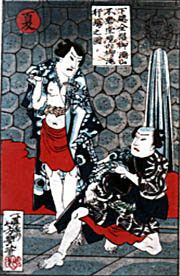
夏の風景
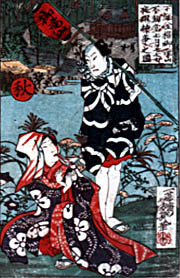
秋の風景
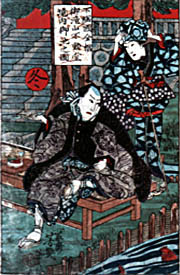
冬の風景

## 交通
京成電鉄松戸線（元新京成電鉄新京成線）
- 滝不動駅から徒歩で約15分。

京成バス（旧船橋新京成バス）
- 船橋駅北口から三咲駅経由鎌ヶ谷大仏・小室駅行きに乗車、または三咲駅から船橋駅北口行きに乗車。いずれも「御滝不動」バス停下車。徒歩3分

## 周辺の施設
- 御滝公園
- 船橋市立二和小学校
- 船橋市立御滝中学校
- 千葉県立船橋二和高等学校
- 船橋市立夏見運動公園